# Paul Brightwell
Pour les articles homonymes, voir Brightwell.
Paul Brightwell est un acteur britannique.

## Filmographie

### Cinéma
- 1987 : Un sketch : l'assassin
- 1991 : How's Business : Papa
- 1994 : Mia evdomada argotera
- 1994 : Staggered : Longcoat
- 1996 : Témoin innocent (The Innocent Sleep) : Pelham
- 1997 : Titanic : Quartiers-maîtres Robert Hichens
- 1998 : Pile et Face : Clive
- 1999 : Sleepy Hollow : Rifleman
- 2005 : Kingdom of Heaven : le fils de Roger de Cormier
- 2014 : Son of God : Malchus

#### Télévision
- 1982 : Timewatch : le narrateur
- 1986 : David Copperfield : Uriah Heep (4 épisodes)
- 1990 : El C.I.D. : Wallis (1 épisode)
- 1990 : Made in Heaven : Murdoch (1 épisode)
- 1990-1993 : Casualty : Jon Rowden et Pete (2 épisodes)
- 1992 : Maigret : Emile Gautier (1 épisode)
- 1992 : Inspecteur Morse : Bristowe (1 épisode)
- 1992 : Between the Lines : P.C. Hartwell (1 épisode)
- 1992-2007 : The Bill : plusieurs rôles (9 épisodes)
- 1993-2001 : EastEnders : D.I. Griffin et John (3 épisodes)
- 1994 : The Lifeboat : Wallace (1 épisode)
- 1994 : Coronation Street : Officier de l'immigration (1 épisode)
- 1995 : Harry : Danny Murphy (1 épisode)
- 1996 : The Canterville Ghost : Vicar
- 1997 : Insiders : Paul Friend (1 épisode)
- 1998 : McCallum : Tom Edwards (1 épisode)
- 1998 : Bugs : Zealander (1 épisode)
- 1998 : Dangerfield : Colin Holden (1 épisode)
- 1998 : Vanity Fair : Sharp (1 épisode)
- 1998-2000 : The Queen's Nose : Block et Black (3 épisodes)
- 1999 : Les Nouvelles Aventures de Robin des Bois : le duc de Wellington (1 épisode)
- 1999 : Inspecteur Frost : Leo Armfield (1 épisode)
- 2000 : The Vice : Billie Sugden (2 épisodes)
- 2000 : Escape from Colditz : le narrateur (3 épisodes)
- 2000 : Grange Hill : M. Xavier (7 épisodes)
- 2000 : In Defence : Sean Moore (1 épisode)
- 2000-2006 : Doctors : D.I. Pirbight et Gus Miller (3 épisodes)
- 2001 : Hornblower: Mutiny : Sergent Whiting
- 2001 : Hornblower: Retribution : Sergent Whiting
- 2002 : The Dinosaur Hunters : Leney
- 2003 : The Commander : Brian Hall
- 2003 : La Loi de Murphy : DI Gold (1 épisode)
- 2004 : Flics toujours (New Tricks) : Philip Sheppard (1 épisode)
- 2004 : Les Condamnées : Détective Ackroyd (2 épisodes)
- 2005 : The Commander: Virus : Brian Hall
- 2005 : The Commander: Blackdog : Brian Hall
- 2005 : Revealed : le narrateur (1 épisode)
- 2006 : The Commander: Blacklight : Brian Hall
- 2006 : Ultimate Force : Konchalovsky (1 épisode)
- 2006 : Le Trésor de Barbe-Noire : Ellis Brand
- 2006 : Ancient Rome: The Rise and Fall of an Empire : Pompée (1 épisode)
- 2006 : Casulaty 1906 : M. Hills
- 2007 : Roman Mysteries : Lucrio (1 épisode)
- 2007 : The Commander: The Fraudster : Brian Hall
- 2007 : The Commander: Windows of the Soul : Brian Hall
- 2008 : Casulaty 1907 : M. Hicks (1 épisode)
- 2008 : The Commander: Abduction : Hall Brian
- 2013 : La Bible : Malchus